# Карел Томан
Карел Томан (чеш. Karel Toman, настоящее имя — Антонин Бернашка) — чешский поэт.

## Биография
Антонин Бернашка родился 25 февраля 1877 года в селе Коковице (центральная Чехия). Учился в семинарии в Пршибраме, затем поступил на юридический факультет Пражского университета, который, однако, не окончил и под именем Карел Томан занялся литературой. Он познакомился со многими известными чешскими литераторами (особенно сблизился с Франей Шрамеком). Позднее Карел Томан переселился в Вену, откуда начал путешествовать по всей западной Европе, чаще всего пешком. Он нигде долго не задерживался и не имел постоянного заработка.. Принадлежал к поколению так называемых «бунтовщиков-анархистов» (Anarchističtí buřiči).
После Первой мировой войны Карел Томан приобрёл популярность, много печатался, ежегодно получал премии и награды, в том числе Государственную премию Чехии. Одновременно был редактором множества газет. Начиная с середины 1920-х Томан уже мало публиковал новые стихотворения, а после Второй мировой войны, когда получил звание народного деятеля искусства и вовсе перестал писать. Скончался 12 июня 1946 года в Праге.

## Творчество
Карел Томан считается одним из лучших поэтов Чехии конца XIX — начала XX века, имея малое количество стихов, которые, однако, отличаются высоким качеством.
Дебют Томана в качестве поэта состоялся 2 января 1895 года, когда в одном моравском журнале были опубликованы его стихи. В 1898 году Карел Томан опубликовал свой первый сборник стихов под названием «Сказки крови».
Сборники стихов Томана: «Сказки крови» («Pohádky krve», 1898), «Торс жизни» («Torzo života», 1902), «Меланхолическое путешествие» («Melancholická pouť», 1906), «Солнечные часы» («Sluneční hodiny», 1913), «Verše rodinné a jiné» (1918), «Месяцы» («Měsíce», 1918), «Голос Безмолвия» («Hlas ticha», 1923), «Столетний календарь» («Stoletý kalendář», 1926). Сборник «Месяцы», в котором собраны двенадцать стихов, посвящённым месяцам года, считается лучшим творением Томана.